# Bill Mollison
Bruce Charles Mollison, mais conhecido por Bill Mollison  (Tasmânia, 4 de maio de 1928 - Tasmania, 24 de setembro de 2016), foi um pesquisador, autor, cientista, professor, naturalista australiano. Em 1981, ele recebeu o prêmio Right Livelihood "por desenvolver e promover a teoria e a prática da permacultura ". 

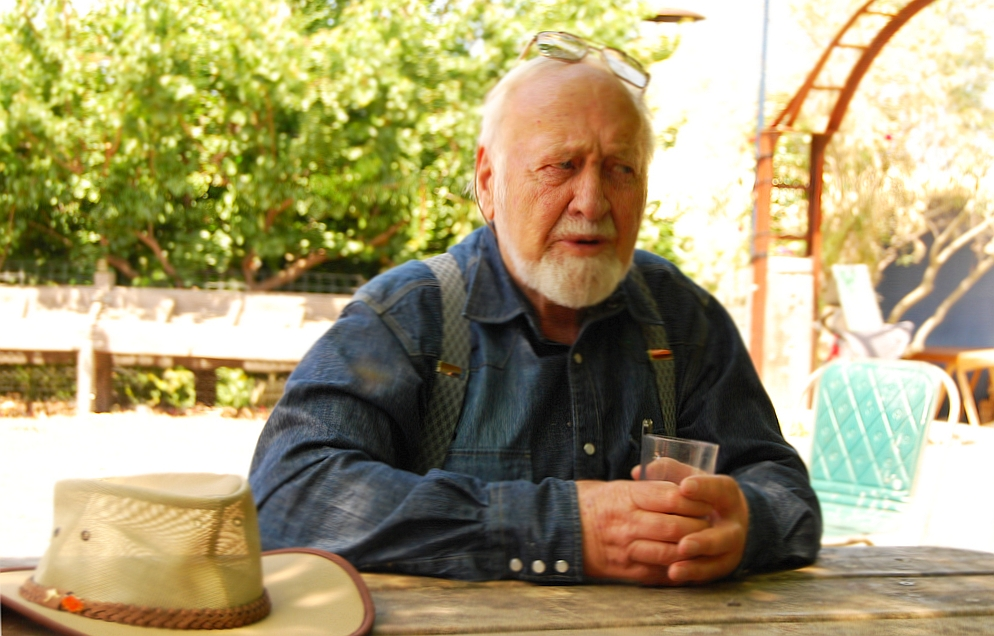
Bill Mollison em 2008

A permacultura (do termo "agricultura permanente")  é um sistema integrado de design ecológico e ambiental que Mollison co-desenvolveu com David Holmgren, e que juntos idealizaram como uma forma perene e sustentável de agricultura. Em 1974, Mollison começou sua colaboração com Holmgren, e em 1978 eles publicaram seu livro Permaculture One, que apresentou este sistema de design ao público em geral.
Mollison fundou o The Permaculture Institute na Tasmânia e criou o sistema educacional para treinar outras pessoas sob a égide da permacultura.  Este sistema de educação de "treinar o treinador", utilizado por meio da Certificação de Design em Permacultura (PDC) formal, ensinou centenas de milhares de pessoas em todo o mundo como cultivar alimentos e ser sustentável usando os princípios de design da permacultura.

## Vida e trabalho
Biografia
Bruce Charles "Bill" Mollison nasceu em 1928, na vila de pescadores de Stanley, no estreito de Bass, localizada na parte noroeste da Tasmânia, Austrália.  Ele se mudou da Tasmânia para Tyalgum no Vale Tweed do norte de New South Wales em 1987, onde viveu pela próxima década antes de retornar à Tasmânia. Ele passou seus últimos anos em Sisters Beach, no noroeste da Tasmânia. Morreu em Hobart, Tasmânia, em 2016, aos 88 anos. Deixa sua quinta esposa Lisa, quatro filhas e dois filhos.  
Carreira
Mollison deixou a escola aos 15 anos para ajudar a administrar a padaria da família. Nos dez anos seguintes trabalhou como pescador de tubarões, marinheiro, engenheiro florestal, trabalhou em moinho, caçador, armadilheiro, tratorista e naturalista.
Em 1954, aos 26 anos, Mollison trabalho para a 'Wildlife Survey Section' da Commonwealth Scientific and Industrial Research Organisation (CSIRO). Nos anos 1960, trabalhou como curador do Museu da Tasmânia. Também trabalho na Inland Fisheries Commission, onde pôde retomar seu trabalho de campo. Em 1966, entrou para a Unibersidade da Tasmânia. Após se graduar em Biogeografia, passou a lecionar e desenvolveu a unidade de Psicologia Ambiental. Aposentou-se do ensino em 1979.
Desenvolvimento da permacultura
O trabalho de Mollison com o CSIRO lançou as bases para sua paixão ao longo da vida: A Permacultura.  Mollison disse a seu aluno Toby Hemenway que a ideia original da permacultura lhe ocorreu em 1959, enquanto observava marsupiais pastando nas florestas tropicais da Tasmânia, porque ele estava "inspirado e maravilhado com a abundância vivificante e a rica interconexão deste ecossistema . "  Naquele momento, Mollison anotou as seguintes palavras em seu diário: "Acredito que poderíamos construir sistemas que funcionassem tão bem como este."  No final da década de 1960, ele começou a desenvolver ideias sobre sistemas agrícolas estáveis na ilha da Tasmânia, no sul da Austrália. Isso resultou de suas próprias observações pessoais sobre o crescimento e o uso de métodos agrícolas industriais que ele acreditava terem degradado rapidamente o solo de seu estado nativo.  Em sua opinião, esses mesmos métodos representavam um perigo porque eram altamente dependentes de recursos não renováveis e, além disso, estavam envenenando a terra e a água, reduzindo a biodiversidade e removendo bilhões de toneladas de solo superficial de paisagens anteriormente férteis.  Escreve Mollison:

Depois de muitos anos como cientista da CSIRO Wildlife Survey Section e do Tasmanian Inland Fisheries Department, comecei a protestar contra os sistemas políticos e industriais, pois vi que estavam matando a nós e ao mundo ao nosso redor. Mas logo decidi que não adiantava persistir com a oposição que, no fim, não alcançou nada. Eu me afastei da sociedade por dois anos. Não queria me opor a nada nunca mais e perder tempo. Eu queria voltar apenas com algo muito positivo, algo que permitisse a todos nós existir sem o colapso total dos sistemas biológicos.
Em 1974-75, ele e David Holmgren "desenvolveram em conjunto uma estrutura para um sistema agrícola sustentável baseado em uma multi-safra de árvores perenes, arbustos, herbáceas (verduras e ervas), fungos e sistemas de raízes", para o qual cunharam a palavra "permacultura".  Holmgren foi aluno da radical Escola de Design Ambiental do Tasmanian College of Environmental Education. Mollison era um tutor sênior no Departamento de Psicologia da Universidade da Tasmânia. " 
Originalmente pretendido como uma contração de agricultura permanente, Mollison rapidamente percebeu que era um sistema de cultura permanente, pois sem uma paisagem produtiva, uma ecologia saudável e uma economia circular, nenhuma cultura sobreviveria. A permacultura começou como um conceito positivo - aberto a novas informações - e uma prática que poderia integrar o conhecimento sobre técnicas sustentáveis e ecológicas de todas as partes do mundo.
Logo depois que a permacultura foi introduzida e posta em prática pelo público, Mollison reconheceu que os princípios da permacultura abrangiam um movimento que incluía não apenas agricultura, horticultura, arquitetura e ecologia, mas também sistemas econômicos, estratégias de acesso à terra e sistemas jurídicos para empresas e comunidades:

Como vi a permacultura na década de 1970, era um conjunto benéfico de plantas e animais relacionados aos assentamentos humanos, principalmente voltado para a autossuficiência doméstica e comunitária, e talvez como um "empreendimento comercial" apenas decorrente de um excedente desse sistema. No entanto, a permacultura passou a significar mais do que apenas suficiência alimentar no lar. A autossuficiência alimentar não tem sentido, a menos que as pessoas tenham acesso à terra, informações e recursos financeiros. Portanto, nos últimos anos, passou a abranger estratégias jurídicas e financeiras apropriadas, incluindo estratégias para acesso à terra, estruturas de negócios e autofinanciamento regional. Dessa forma, é todo um sistema humano.
Ele ajudou a fundar o primeiro Instituto de Permacultura, estabelecido em 1979 para "ensinar o projeto prático do solo, da água, de plantio e sistemas jurídicos e econômicos sustentáveis para estudantes em todo o mundo." Em 1981, os primeiros formandos do curso de design de permacultura (PDC) que ele ajudou a iniciar, começaram a projetar sistemas de permacultura em suas respectivas comunidades.  Desse modo, a filosofia da permacultura começou a se mover além de seu contexto original em "gestão da terra" para cobrir a maioria, senão todos, os aspectos da vida humana.
Em 1987, Mollison ministrou o primeiro curso PDC oferecido na Índia . Em 2011, havia mais de 300.000 graduados praticando e ensinando em todo o mundo.